# Železniční nehoda v Brně-Židenicích
Železniční nehoda v Brně-Židenicích se udála 18. září 1941 na trati Brno – Česká Třebová na nádraží v brněnských Židenicích. Opožděný rychlík tu v ranních hodinách najel do davu lidí čekajících na osobní vlak, který je měl odvézt do 13 km vzdáleného Adamova. Při nehodě zahynulo 18 lidí a mnoho dalších bylo raněno.

## Průběh nehody
Ve čtvrtek 18. září 1941 mezi čtvrtou a pátou hodinou ranní čekalo v železniční stanici v brněnských Židenicích téměř tisíc cestujících. Většinu z nich tvořili dělníci, kteří odjížděli do Adamovských strojíren. Zde se nacházela zbrojovka, ve které pracovali jako totálně nasazení. Z bezpečnostních důvodů platilo během války na území Protektorátu nařízení o zatemnění, takže v takto brzkých hodinách nebylo na celém nádraží vidět dále než na několik metrů. Částečně zatemněná světla měly i jedoucí vlaky.
Osobní vlak, na který cestující čekali, musel být pozastaven, protože bylo podle válečného nařízení nutno nejdříve umožnit průjezd blížícímu se vojenskému nákladnímu vlaku číslo 94002, který byl téměř o hodinu a tři čtvrtě opožděn. Výpravčí Jaroslav Dvořák o tomto upřednostnění chtěl vyrozumět staničního zaměstnance, který však prodával jízdenky a neměl čas přijmout jeho telefonát. Cestující mylně považovali blížící se vojenskou soupravu za svůj očekávaný osobní vlak do Adamova a vykročili do kolejiště, aby stihli zaujmout místa. V tu chvíli však v protějším směru projížděl od Prahy rovněž zpožděný rychlík číslo 148 a najel do davu lidí v kolejišti. Na 150 metrech trati vlak usmrtil 18 lidí a mnoho dalších zranil. Strojvedoucí rychlíku nehodu ani nepostřehl a teprve v cílové stanici zjistil, že předek lokomotivy vláčí lidské ostatky.

## Reakce
Deset z osmnácti obětí mělo 20. září 1941 společný pohřeb na židenickém hřbitově. Pohřbu se účastnil i moravský zemský prezident Jaroslav Mezník, který o dva měsíce později zahynul ve věznici v Kounicových kolejích. Při vyšetřování provedl ohledání obětí soudní lékař František Berka. Gestapo vyšetřovalo železničního zřízence Josefa Hájka a výpravčího Jaroslava Dvořáka, ovšem po 10 dnech je bez trestu propustilo, neboť lidé vstoupili do kolejiště na vlastní nebezpečí. Protektorátní vláda odškodnila pozůstalé celkovou částkou 200 000 korun. Dalších 50 000 korun daroval prezident Emil Hácha a stejnou částku říšský protektor Konstantin von Neurath.

## Seznam obětí
- Jindřiška Apoštolová
- Ladislav Bednář
- Květoslava Bednářová
- František Bureš
- Hedvig Drexler
- Jan Fišer
- Otilie Hamerská
- Ladislav Honzák
- Františka Horová
- Ladislav Ježek
- Felix Krejčí
- Vladimír Kuchař
- Josephine Müller
- Eugen Pavlíček
- Boleslav Poklasník
- Leo Procházka
- Václav Štrejt
- Karla Zedníková